# Пейшоту Коррея, Антониу Аугушту
Анто́ниу Аугу́шту Пейшо́ту Корре́я (порт. António Augusto Peixoto Correia, 11 октября 1913, Вила-Нова-ди-Гая, Португалия — ?) — португальский военный деятель и колониальный администратор, губернатор Португальской Гвинеи (1958—1962).

## Биография
Окончил курсы современной морской тактики в США.
- 1955—1957 гг. — губернатор провинции Уила (Ангола), руководитель аппарата министра по делам заморских территорий,
- 1957—1958 г. — и. о. губернатора Кабо-Верде,
- 1958—1962 гг. — губернатор Португальской Гвинеи,
- 1960—1970 гг. — вице-президент Совета заморских территорий,
- 1962—1965 гг. — министр по делам заморских территорий,
- 1969—1970 — начальник второго отдела Министерства национальной обороны.

Избирался депутатом португальского парламента (1965—1973).